# Лаптев, Александр Константинович
Александр Константинович Лаптев (род. 26 декабря 1960 года, в г. Иркутске, СССР) — российский писатель-фантаст, редактор и публицист, кандидат технических наук.

## Биография
Александр Константинович Лаптев родился 26 декабря 1960 года в Иркутске.
В 1983 году закончил физический факультет Иркутского государственного университета.
С 1989 по 1994 год учился в заочной аспирантуре Российского института мощного радиостроения в г. Санкт-Петербурге. 22 июня 1994 г. защитил диссертацию кандидата технических наук. Имеет десять публикаций в научных журналах бывшего Советского Союза (Например, в журнале «Известия вузов СССР»).
С 1991 года начал заниматься литературой.
В ноябре 1993 года стал победителем региональной конференции «Молодость. Творчество. Современность».
В феврале 1994 г. был принят в Союз писателей России.
С 1 июня 2001 г. по 31 июля 2006 г. являлся председателем Правления Иркутской областной писательской организации Союза Писателей России (с 2002 года организация получила статус «Иркутского регионального отделения СП России»).
Как писатель Александр Лаптев работает в двух жанрах: научной фантастики и документальной прозы. В творчестве исповедует идеи позитивизма и научно-технического прогресса, разрабатывает идеи Герберта Спенсера, Тейяра де Шардена, Анри Бергсона, Чарльза Сноу.
Московский критик А. Трапезников так характеризует творческую манеру Александра Лаптева: «…Но самого Лаптева всё же занимает не человек-машина (то, конечно, тоже, как создание искусственного интеллекта — философские и моральные аспекты этой проблемы), но в большей степени людские эмоции, страсти, переживания, то есть те чувства, которые являются контуром души. А душа — это уже прерогатива русской литературы, и тут не важно, фантаст ты или реалист. Не потому что русская литература вся из себя такая хорошая и непогрешимая, но это — традиция, в основе которой лежат произведения Ломоносова, Пушкина, Гоголя, Достоевского, Толстого. Именно этим интересна проза Лаптева — попыткой увидеть человека будущего в его естестве, с его любовью и страданиями, со всеми новыми (или старыми?) нравственными ценностями. При этом, разумеется, писатель создаёт соответствующий технический антураж. А как же без звездолётов? На то это и фантастика…». Писатель Глеб Горышин в предисловии к первой журнальной публикации Лаптева написал следующее: «…Почитайте повесть Александра Лаптева — и вы попадёте в мир истинных чувств, вдохновений, страданий, в мир искусно подобранных слов, напоминающих по интонации прозу Андрея Платонова».
В 2005 году Александр Лаптев был включён в число пятидесяти ведущих фантастов России.
Александр Лаптев активно выступает в защиту озера «Байкал», объявленного ЮНЕСКО объектом всемирного наследия. В 2005 году он подготовил и опубликовал открытое письмо иркутских писателей президенту России В. В. Путину (газета «Трибуна. Восточная Сибирь»), в котором выразил тревогу в связи с намечавшимся строительством нефтепровода вдоль северной оконечности Байкала (письмо подписал Валентин Распутин, а также другие писатели Приангарья). После многочисленных протестов общественности этот проект был отвергнут президентом.
В 2009 и 2010 годах Лаптев опубликовал в «Литературной России» две статьи с резким осуждением планов федеральной и региональной властей по возобновлению работы БЦБК по разомкнутому циклу. После чего «Литературная Россия» пропала из иркутских газетных киосков, что дало повод редакции газеты обратиться с открытым письмом к губернатору Иркутской области; а в конце мая 2010 года областная писательская организация получила предписание от «Росимущества» с требованием освободить помещения областного Дома литераторов, которые она занимала последние 30 лет.
Главный редактор литературного журнала «Сибирь».
Член творческого союза Shiva-club с 2009 г.

## Публикации
- Повесть «Небо над городом», журнал «Аврора», № 11, 1995, Санкт-Петербург (с предисловием Глеба Горышина).
- Фантастическая повесть «Звёздная пыль», журнал «Сибирь», № 1, 1999, Иркутск.
- Фантастическая повесть «И тогда я сказал: согласен», литературно-художественный альманах для юношества «Первоцвет», 2001. — 122 с.:ил., Иркутск.
- «Рассказы про карате», журнал «День и ночь», Красноярск, 2005, № 9-10.
- Повесть «Как я работал охранником», журнал «Роман-газета», № 8, 2003, Москва.
- Фантастическая повесть «Благочестивый беспредел», литературно-художественный альманах для юношества «Первоцвет», 2003. — 162 с.:ил., Иркутск.
- Повесть «Чёртова дюжина», литературный альманах «ЛИТРОС», № 5, 2004, Москва. ISBN 5-7809-0059-0.
- «Крепость характера», «Первая тренировка», «Кавказец» и другие рассказы о карате, «Литературная Россия», № 49 от 03.12.2004 г.
- «Непобедимый», фантастический рассказ, журнал «Мир фантастики», Москва, № 11, 2007.
- «О чём молчал покойник», фантастическая повесть, журнал «Млечный путь», 2009 г.
- «Предатель», фантастический рассказ, журнал «Млечный путь».
- «Чудесная планета», фантастический рассказ в детском журнале «Сибирячок» (Писатели Приангарья — детям).
- «Нечто» фантастический рассказ, журнал РБЖ-Азимут 13/10.

## Сборники
- «Игрушки для взрослых». Hanna Concern Publishing, RBG-Azimut, 632 с., ISBN 978-1482020649.
- «Точка невозвращения». Hanna Concern Publishing, RBG-Azimut, 632 с., ISBN 978-1496108425
- «Дверь, которой не было». Hanna Concern Publishing, RBG-Azimut, 600 с., ISBN 978-1468110555.
- «РБЖ-Азимут 2010». Hanna Concern Publishing, RBG-Azimut, 648 с., ISBN 978-1456413019.
- «Светотени» (Балтимор, США) ISBN 145-3-87467-4 (авторы: А. Альбов, П. Амнуэль, С. Букина, И. Голдин, Ю. Гофри, Е. Добрушин, В. Зубарева, И. Кадин, С. Каминский, В. Контровский, А. Лаптев, С. Лысенко, Е. Соснина, А. Тарнорудер, Е. Халь, И. Халь, В. Шимберев, Л. Шифман, И. Шлосберг)
- «Авантюра по имени жизнь». Hanna Concern Publishing, RBG-Azimut, 608 с., ISBN 978-1449966713.
- «Завтра будет ветер». Hanna Concern Publishing, RBG-Azimut, 720 с., ISBN 978-1453655788.
- Сборник победителей международного конкурса короткого фантастического рассказа «ГАЛИЛЕЙ», Украина, Харьков, 2007.
- «Новая Иркутская стенка». Издательство «Деловые будни», Иркутск, 2004 г., 648 с., ISBN 5-94644-019-5.
- «Вся неправда вселенной». Издательство «Геликон-плюс», 2002, Санкт-Петербург. 536 с. ISBN 5-93682-101-3.
- «Тобольск и вся Сибирь». Издательская фирма «График», Верона, Италия. ISBN 5-7235-0273-5.

## Книги
- «Как я был…». Роман. Hanna Concern Publishing и издательство журнала РЖБ-Азимут, 320 с., ISBN 978-1-4536-4369-3.[6] Предисловие И. Шлосберга
- «Сибирская вендетта». Роман. Hanna Concern Publishing и издательство журнала РЖБ-Азимут, 384 с., ISBN 978-1-4536-6931-0.[7]
- «Звёздная пыль», фантастические повести и рассказ. «Восточно-Сибирское книжное издательство», 384 с., 1999, Иркутск. ISBN 5-7424-0761-0.
- «Как я работал охранником», «Иркутский писатель», 2004, 128 с, ISBN 5-94644-017-9.
- «БЛАГАЯ ВЕСТЬ», фантастические рассказы и повесть, 320 с. «РЕНОМЕ», С-ПЕТЕРБУРГ, 2007. ISBN 978-5-98947-053-2.[8]
- "ОСТАТЬСЯ В ПАМЯТИ", документальный очерк. ООО "Принт Лайн", 2017 г. 56 стр. ISBN 978-5-91871-50-0.
- "ПАМЯТЬ СЕРДЦА", повести о Колыме. Москва: издательство "ВЕЧЕ", 2022, 480 с. ISBN 978-5-4484-3274-3.
- "ЗАКЛЯТИЕ ШАМАНА", дилогия. Москва: издательство "ВЕЧЕ", 2019, 288 с. ISBN 978-5-4484-1587-6.
- «БЕЗДНА», роман. ООО Издательство «ВЕЧЕ», 430 с., 2018 г., Москва. ISBN 978-5-4484-0179-4.

## Публицистика
- «Нам не дано предугадать», «Обзор» (лит, редактор Каминский, Семён ), октябрь 2010, Чикаго, США
- «Глобализмом по национализму», «Литературная Россия», № 26 от 25.06.2010 г.
- «Поколение хамов». Газета Литературная Россия.
- «Неужели это месть?», «Литературная Россия», № 15 от 16.04.2010 г.
- Статья «Байкал в опасности». Газета Литературная Россия.
- Непостижимое и чудовищное.
- «Солженицын и Россия», «Московский комсомолец в Приангарье», 2009 год.
- «Умственный центр Сибири», журнал «Мир Севера», 2009 год.
- «Плутон, поднявшийся из ада», «Московский комсомолец в Приангарье», 2008 год.
- «Литература без границ», «Восточно-Сибирская правда» от 16.01.2007 г.
- Статья «Научная фантастика и новое политическое мышление», журнал «UNIVERSITATES. Наука и просвещение», № 2, 2007.
- «Русский язык, проблемы мнимые и настоящие», «Литературная Россия», 2007 г., № 21.
- «Иркутский синдром», «Литературная Россия», 2006 год.
- «Верность призванию», журнал «Сибирь», 2006 г.
- Открытое письмо иркутских писателей (А. Лаптев, В. Максимов, В. Скиф, В. Распутин, И. Комлев, Т. Суровцева, В. Сидоренко) президенту Путину В. В. об опасности строительства нефтепровода у берегов Байкала. Газета «Трибуна. Восточная Сибирь», 21.11.2005 г.
- «Взыскующие чуда», «Литературная Россия», № 42 от 21.10.2005.
- «Кошмар и прелесть тоталитаризма», Литературная Россия.
- «Патриотизм — слово, которое надо забыть», «Литературная Россия».
- . Статья «Дух и материя».
- "Страшная правда Варлама Шаламова", "Литературная Россия", № 2007/24.
- "Новый призрак со старыми замашками", "Литературная Россия", № 2006/17.
- "Колымские пути-перепутья", "Сибирь", № 1, 2016 г., стр. 154-178.
- "Обретение веры, или Разговор начистоту", "Сибирь", № 4, 2019 г., стр. 259-263.

## Статьи о А. Лаптеве
- «Дебют», Глеб Горышин, «Аврора», № 11, 1995 г.
- «Лаптев, но не из моря Лаптевых», Александр Трапезников, «Литературная Россия», № 37 от 14.09.2007 г.
- «Полёт в плазме», Маргарита Дюкова, «Сибирь», № 3, 2000 г.
- «Неужели это месть?», «Литературная Россия», № 15 от 16.04.2010 г.
- "Человек у края бездны", Людмила Мирманова, журнале "Сибирь"  № 1, 2018 г., стр. 212-216.
- "В краю обещанных свобод", интервью с главным редактором еженедельника В. Огрызко, "Литературная Россия", № 3 - 2017/37 от 27.10.2017 г.
- "Рукотворный ад", Владимир Томилов "Байкальские вести" № 28, 06.04.2019 г.
- "Судьбы трагический роман". Эдуард Анашкин. Альманах "Родная Ладога". № 4 (50), 2019 г.
- «Железный вкус. Без нытья», Александр Рязанцев, «Литературная Россия», № 27 от 16.07.2021 г.

## Награды
- Победитель региональной конференции Восточной Сибири «Молодость. Творчество. Современность», в разделе «Проза», 1993.
- Лауреат литературного еженедельника «Литературная Россия» 2004 г. за цикл автобиографических рассказов (с формулировкой «За честность в литературе и жизни и за серию талантливых рассказов»).
- Победитель международного конкурса рассказа «Справедливый мир». Москва, В 2006 г. (Более 1000 рассказов писателей из пяти стран).
- Лауреат премии «За гуманизм и милосердие» Общероссийского Общественного Движения «Россия», 2004 (с формулировкой «За значительный вклад в построение социального государства в России, в решение проблем социальной сферы и вопросов социальной защиты населения, за развитие традиций и принципов милосердия, меценатства и благотворительности»).
- Первое место на международном конкурсе им. И. Варшавского «Разминка», 2009 г. рассказ «Приключения Ивана Ивановича». Сверхновый литературный журнал "Млечный путь".
- Лауреат премии губернатора Иркутской области за достижения в искусстве и культуре (2012) — за создание антологии «Иркутск. Бег времени» (в составе творческого коллектива)[9].
- Лауреат ежегодной премии "Лучшая книга года Иркутской области 2017 года".
- Лауреат ежегодной премии "Лучшая книга года Иркутской области 2020 года".
- Лауреат национальной литературной премии им. В.Г. Распутина за 2022 г.